# Tren Turístico de la Sabana
| Tren Turístico de la Sabana                                      | Tren Turístico de la Sabana |
| ---------------------------------------------------------------- | --------------------------- |
| Dampflok Nr. 85 beim Rangieren im Bahnhof Sabana in Bogotá, 2011 |                             |
| Spurweite:                                                       | 914 mm (engl. 3-Fuß-Spur)   |
|                                                                  |                             |

Der Tren Turístico de la Sabana oder Turistren ist eine Touristikbahn in Bogotá, Kolumbien mit Dampfbetrieb vom Bahnhof Sabana nach Parque und Zipaquirá.

## Geschichte
Das Konzept, in Bogotá Touristenzüge mit Dampflokomotiven zu betreiben, stammt aus dem Jahr 1982. Als die Nationale Eisenbahn Ferrocarriles Nacionales de Colombia 1990 den Zugverkehr einstellte, begannen ehemalige Eisenbahner, eine Dampflokomotive und einige Personenwagen für eine Touristikbahn zu renovieren. Im Jahr 1992 wurde die private Firma Turistren Ltda von vier Freunden gegründet, die einen Vertrag mit der Nationalen Eisenbahn abschlossen, deren Gleise für die Touristenzüge zu nutzen. 1993 wurden die ersten Zugfahrten mit Dampflokomotiven unter dem Namen Tren Turístico de la Sabana durchgeführt.

## Streckenverlauf
Die Strecke mit einer Spurweite von 914 mm (3 Fuß) verläuft auf dem Mittelstreifen der Straße Carrera 9 mit zahlreichen Bahnübergängen an den Kreuzungen. Es wird erwogen, die Bahnlinie auch wieder für den Pendlerverkehr zu nutzen.

## Fotos

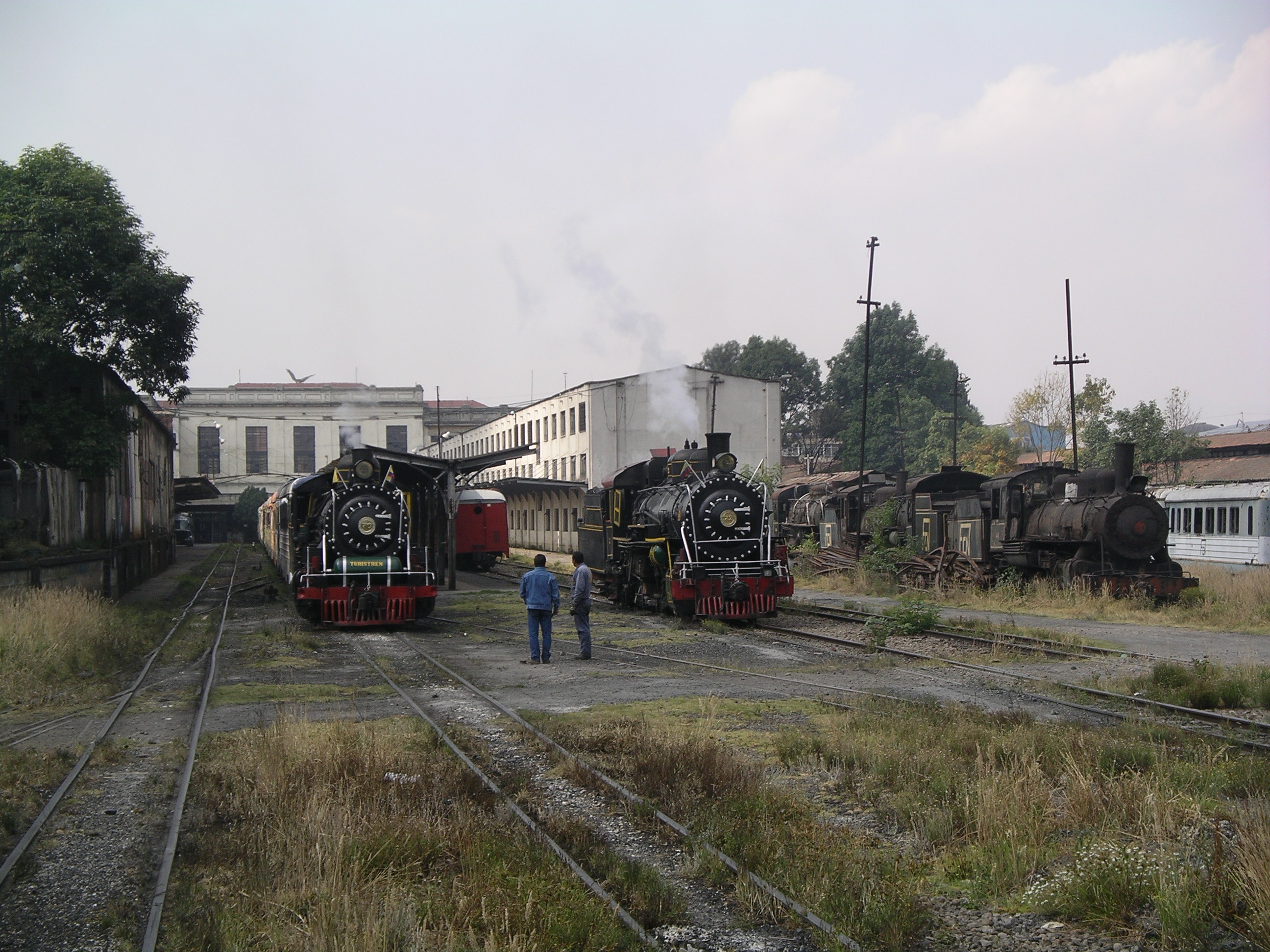
Bahnhof Sabana in Bogotá
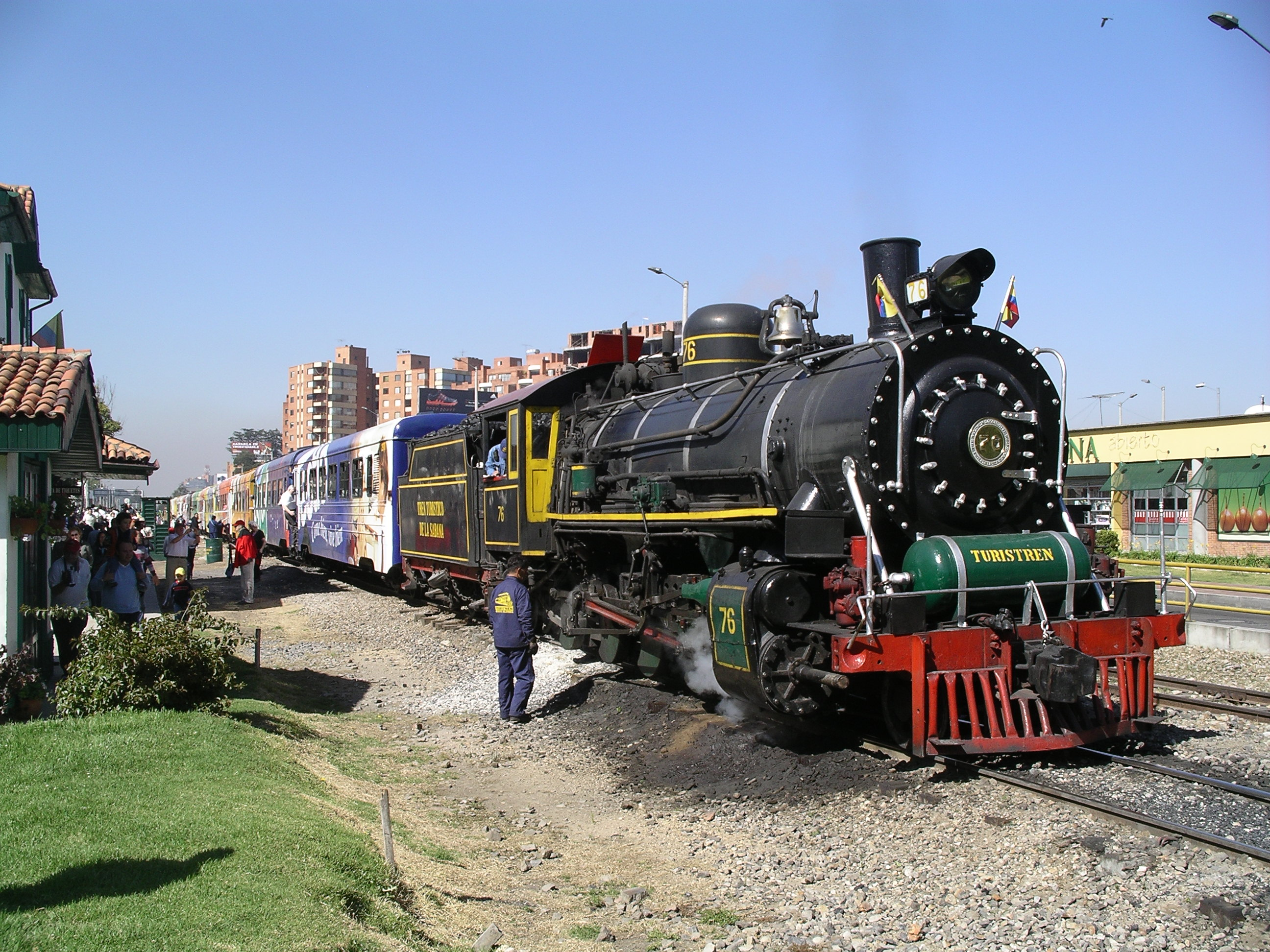
Turistren mit Dampflok Nr. 76
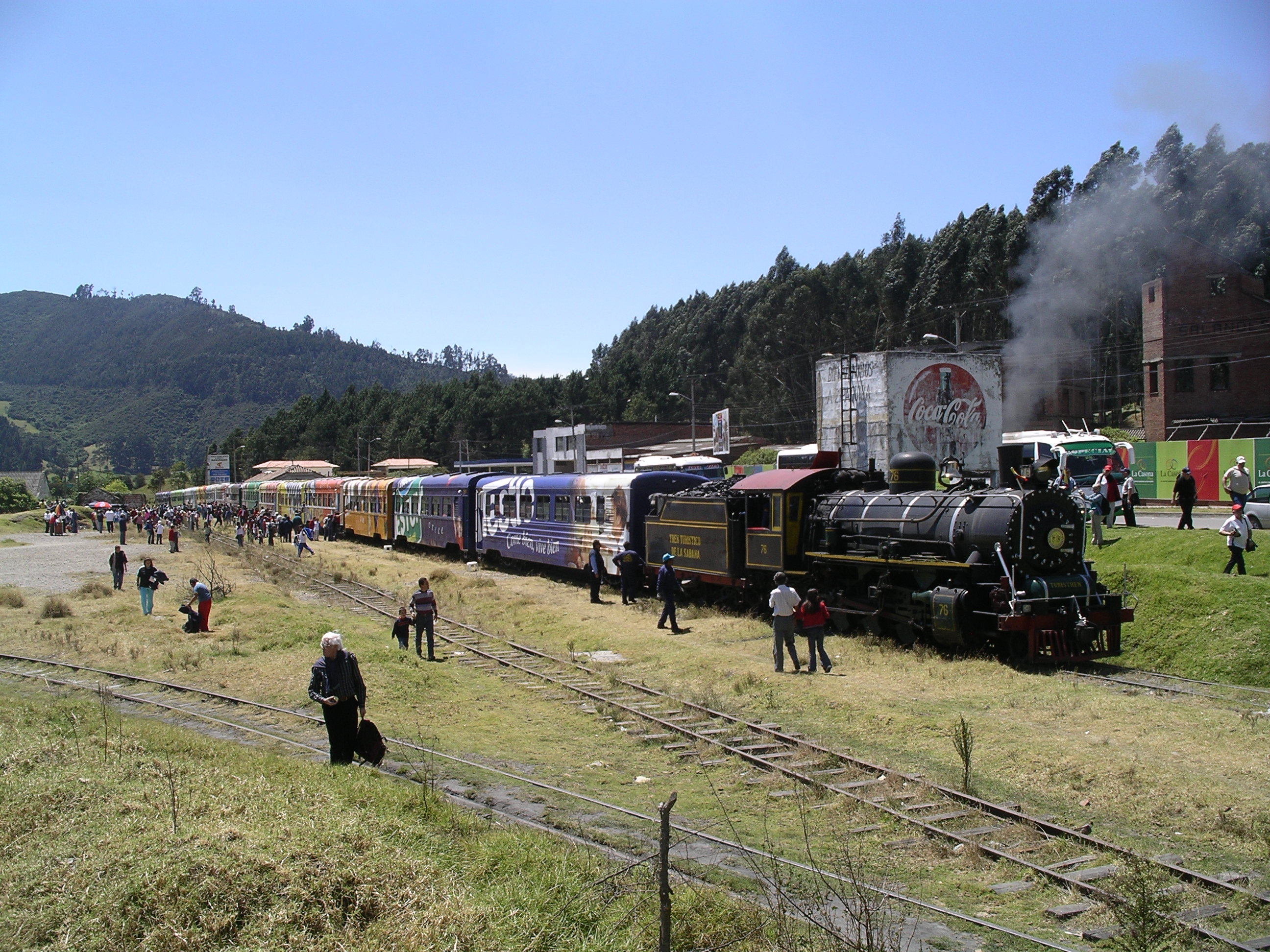
Damplok am Bahnhof Zipaquira
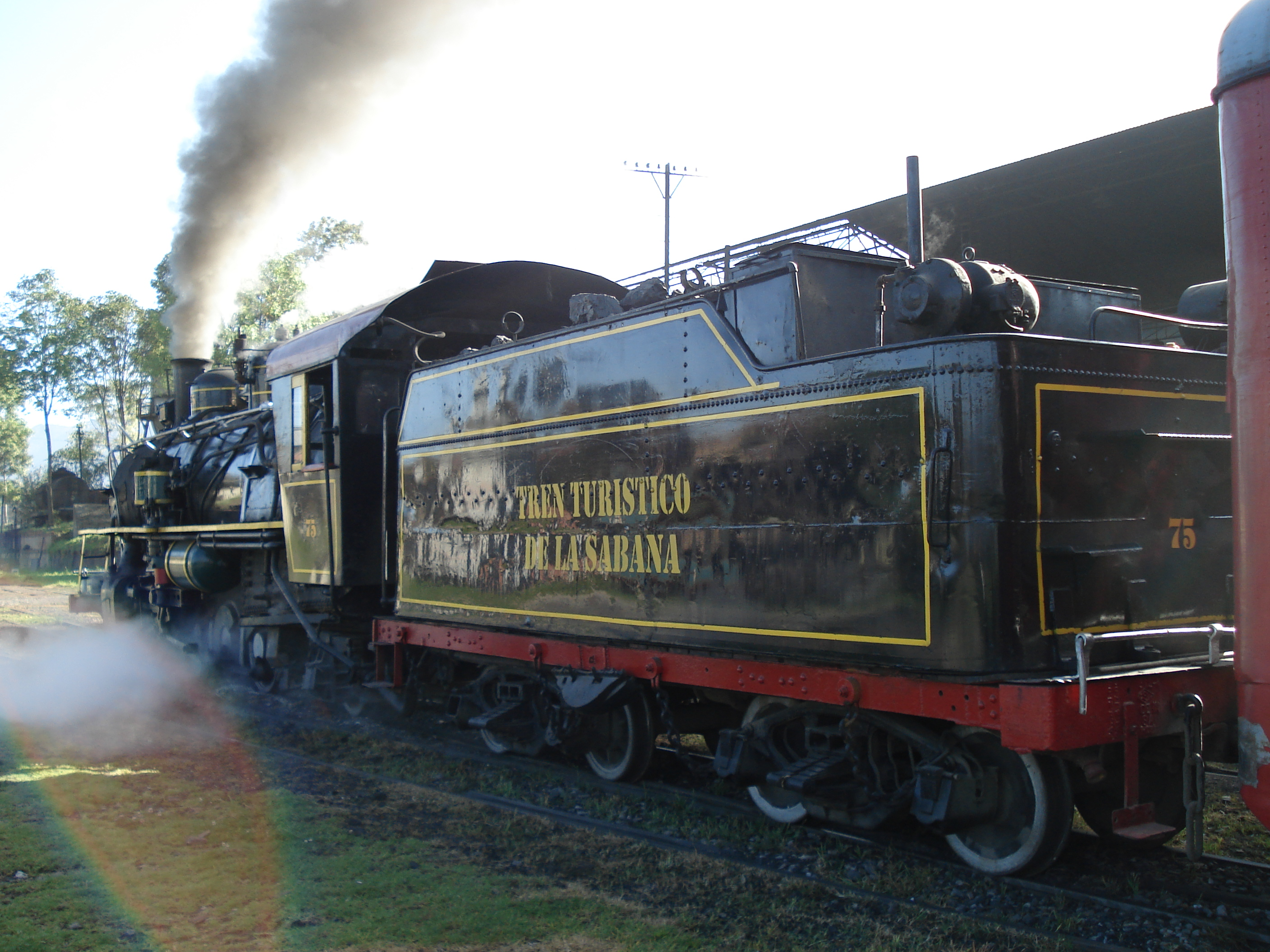
Dampflok Nr. 75 im Bahnhof Sabana, 2011
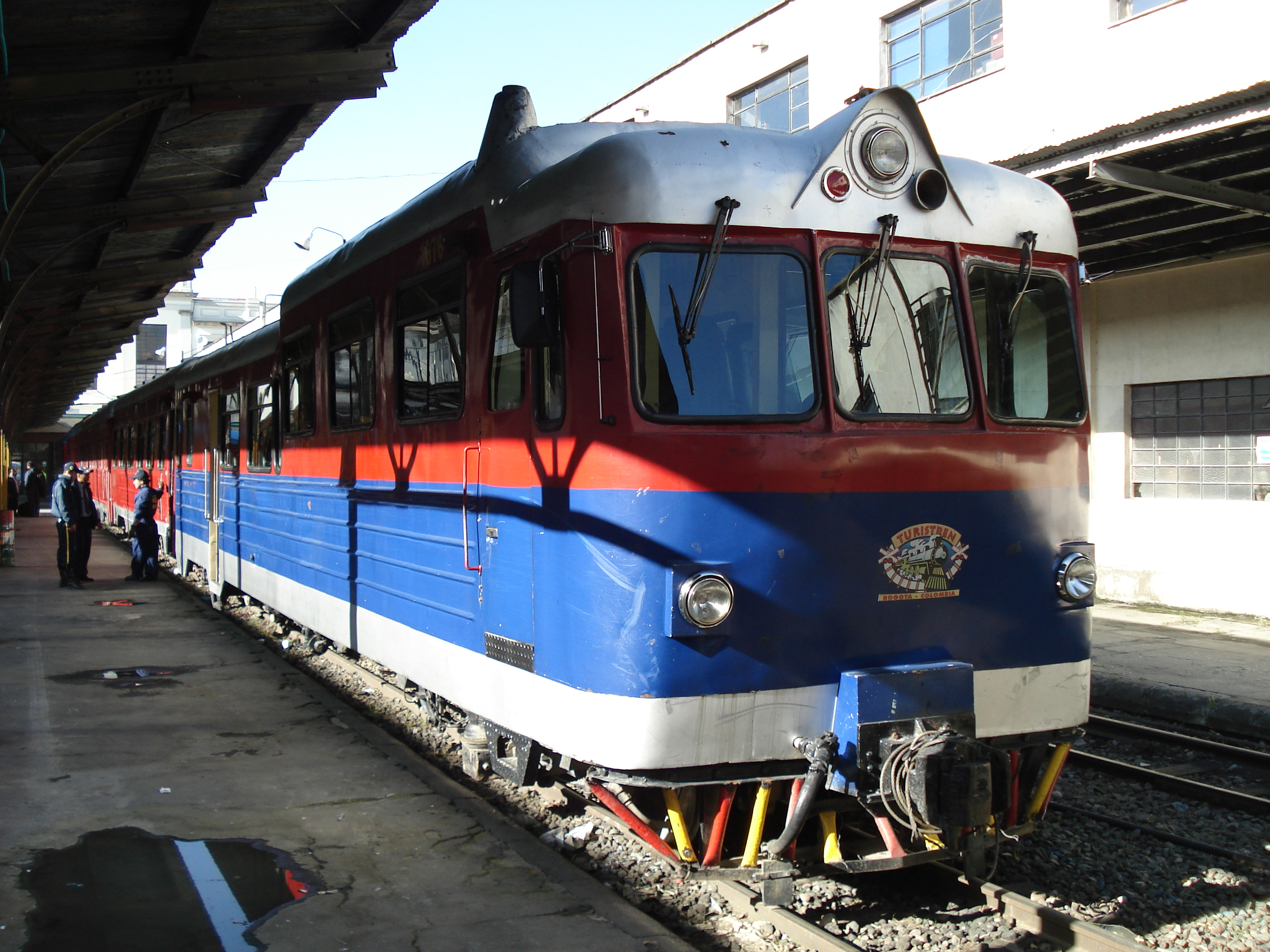
Diesel-Schienenbus im Bahnhof Sabana, 2011
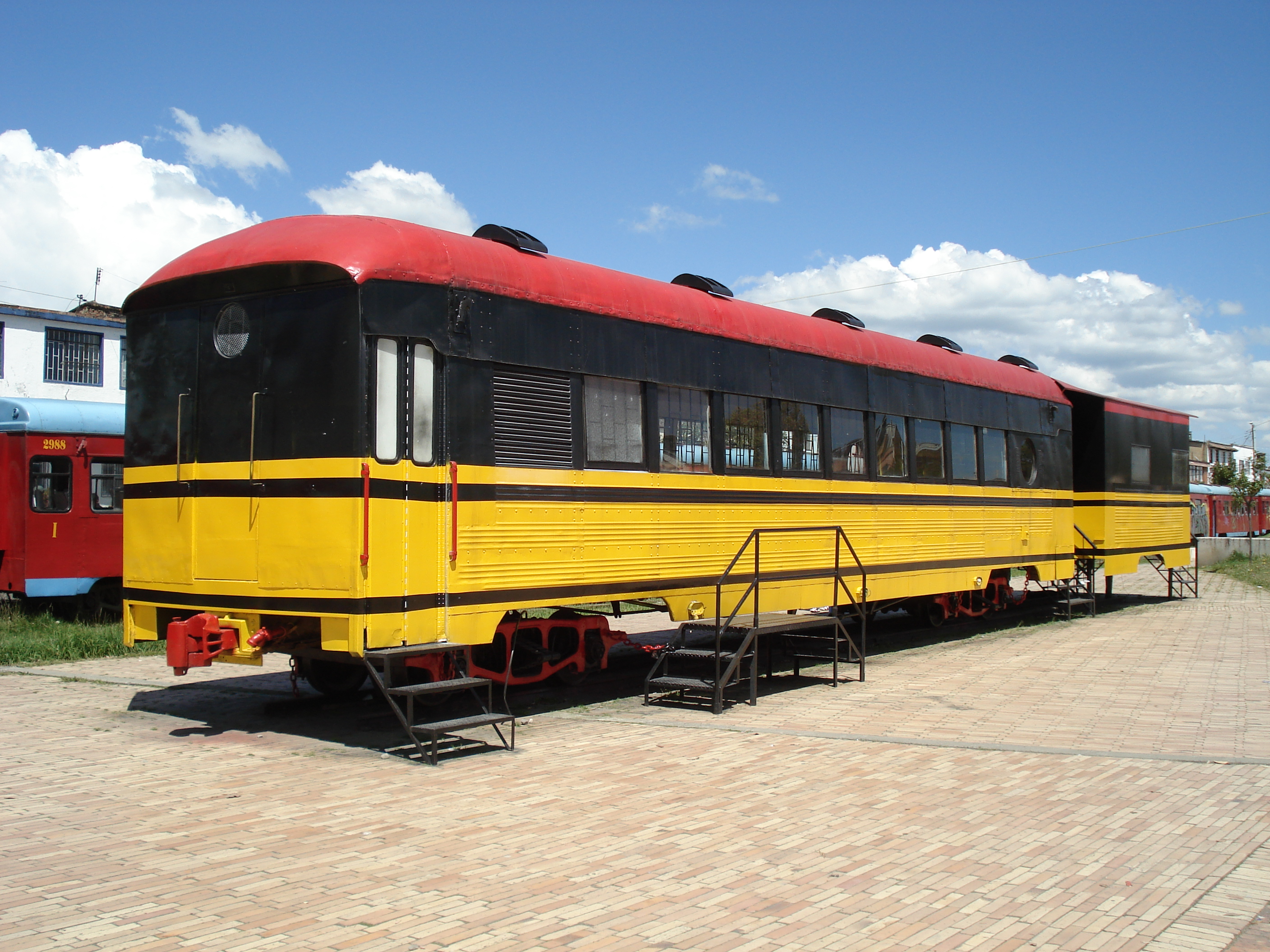
Statische Ausstellungsstücke am Bahnhof Zipaquira, 2011